# أسوار 2
أسوار 2 هو مسلسل اجتماعي درامي سعودي، ويعتبر الجزء الثاني من مسلسل أسوار. تم تصوير هذا الجزء في جدة بالسعودية وعرض أول مرة على قناة mbc عام 2009. وشارك حسن عسيري في ورشة السيناريو للمسلسل مع كل من عمر الديني ومحمد ملاك وعادل الجابري ورانيا بيطار ودعاء باداود وآخرين. وذكر عسيري بأنهم يعتمدون في كتابة المسلسل على ما ينشر في الصحافة السعودية من جرائم ومواضيع «لدينا فريق عمل يلخص ما ينشر في الصحافة السعودية بشكل يومي».

## البطولة
| الممثل(ة)         | الدور |
| ----------------- | ----- |
| تركي اليوسف       |       |
| هيفاء حسين        |       |
| مشعل المطيري      |       |
| ريم عبد الله      |       |
| ميساء مغربي       |       |
| ميسون             |       |
| جعفر الغريب       |       |
| شفيقة يوسف        |       |
| إبراهيم الزدجالي  |       |
| زهور حسين         |       |
| عبد الناصر الزاير |       |
| مروة محمد         |       |
| علي السبع         |       |
| لطيفة المجرن      |       |
| سناء إبراهيم      |       |
| أحمد الحازمي      |       |